# Dekýš
Dekýš (allemand : Teckisch, hongrois : Gyekés) est un village de Slovaquie situé dans la région de Banská Bystrica.

## Histoire
Première mention écrite du village en 1270.

## Démographie

### Évolution de la population
| Année:               | 1994. | 2004.   | 2014.    | 2024.   |
| -------------------- | ----- | ------- | -------- | ------- |
| Nombre de personnes: | 261   | 240     | 202      | 186     |
| Différence:          |       | -8,04 % | -15,83 % | -7,92 % |

| Année:               | 2023. | 2024. |
| -------------------- | ----- | ----- |
| Nombre de personnes: | 186   | 186   |
| Différence:          |       | +0 %  |